# Symfonie nr. 5 (Antheil)
George Antheil voltooide zijn Symfonie nr. 5 Joyous in 1948. De symfonie heeft dan wel als volgnummer 5 meegekregen, in werkelijkheid was het zijn zevende ('Symfonie in fa' en 'Tragische symfonie' telden niet mee). De symfonie staat lijnrecht tegenover zijn vierde en zijn 'Tragische'. Toch kent deze symfonie weer gelijkenis met een symfonie van Dmitri Sjostakovitsj en wel diens negende. De negende van Sjostakovitsj was een echte oorlogssymfonie met dien verstande dat het een soort requiem was voor de gevallenen. Toch is die symfonie licht vrolijk van aard, als je hem vergelijkt met de achtste en tiende. De vijfde van Antheil is zeker speels, maar af en toe met een diepserieuze ondertoon. Een vergelijking met een andere Russische symfonie, de vijfde van Sergej Prokofjev dringt zich eveneens op.
Het werk werd gecomponeerd in opdracht van Eugene Ormandy, die het werk dan ook haar eerste uitvoering gaf met zijn Philadelphia Orchestra in op 31 december 1948. Het werk ging daarna naar Parijs alwaar de componist eerder succes had met zijn belangrijkste werk Ballet mechanique. Daarna verdween de symfonie in de vergetelheid.
Antheil kwam met een driedelige symfonie. De delen zijn
1. Allegro
2. Adagio molto
3. Finale. Allegretto maestoso, Allegro giocoso

In deel 3 een klein citaat uit de opening van Sjostakovitsj’s vijfde.

## Orkestratie
- 3 dwarsfluiten met ook piccolo, 2 hobo’s met ook althobo, 2 klarinetten met ook basklarinet, 2 fagotten met ook contrafagot
- 4 hoorns, 3 trompetten, 3 trombones, 1 tuba
- pauken, 1 man/vrouw percussie waaronder, piano
- violen, altviolen, celli, contrabassen

## Discografie
- Uitgave CPO Records: Radio-Sinfonie-Orchester Franfurt o.l.v. Hugh Wolff opname 1998